# 11120 Pancaldi
11120 Pancaldi eller 1996 QD1 är en asteroid i huvudbältet som upptäcktes den 17 augusti 1996 av San Vittore-observatoriet i Bologna. Den är uppkallad efter den italienske amatörastronomen Enelio Pancaldi.
Asteroiden har en diameter på ungefär 3 kilometer.